# الحقوق العينية
الحقوق العينية هي الحقوق التي لا تتبع حق شخصي آخر وتعطي لأصحابها سلطات الحصول على المنافع المالية للشيء.

## أقسامها

### حق الملكية
وهو أقوى الحقوق العينية ويمنح المالك ثلاث سلطات، سلطة الاستعمال فيمكنه استعمال الاشياء كقيادة سيارة متي أراد، وسلطة الاستغلال فيمكنه إستغلال اللأشياء كتأجير سيارته، وسلطة التصرف كالتصرف القانوني في الاشياء كبيع سيارته وشارء سيارة أخرى. وإذا فقد المالك إحدي سلطاته السابقة يسمى مالك رقبة (ملكية ناقصة).
ـ حق الارتفاق والتحملات العقارية: حق الارتفاق حق عيني قوامه تحمل مقرر على عقار من أجل استعمال أو منفعة عقار يملكه شخص آخر.

#### الحقوق المتفرعة عن حق الملكية
حق الانتفاع حق عيني يخول للمنتفع استعمال عقار على ملك الغير واستغلاله تنقضي مدته بموت المنتفع.
ـ حق العمري : حق العمري حق عيني قوامه تمليك منفعة عقار بغير عوض يقرر طول حياة المعطى له أو المعطي أو لمدة معلومة.
ـ حق الاستعمال : حق الاستعمال حق يخول للمستفيد استعمال عقار على ملك الغير وتنقضي مدته بموت المستعمل، على أن ينص في العقد المنشئ لهذا الحق على طبيعته العينية.
ـ حق السطحية : حق السطحية حق عيني قوامه ملكية بنايات أو منشآت أو أغراس فوق أرض الغير.
ـ حق الكراء الطويل الأمد : حق عيني يخول صاحبه كراء عقار الغير لمدة تفوق 10سنوات دون أن تتجاوز 40 سنة وينقضي بانقضائها، ويمكن تفويت هذا الحق.
ـ حق الحبس: وهو كل مال حبس أصله بصفة مؤبدة أو مؤقتة وخصصت منفعته لفائدة جهة بر وإحسان عامة 
أو خاصة، ويتم إنشاؤه بعقد، أو بوصية، أو بقوة القانون، ويكون الوقف إما عاما أو معقبا، أو مشتركا.
ـ الزينة : الزينة حق عيني يخول صاحبه ملكية البناء الذي شيده على نفقته فوق أرض الغير.
ـ الهواء والتعلية : الهواء والتعلية حق عيني قوامه تملك جزء معين من الهواء العمودي الذي يعلو بناء قائما فعلا يملكه الغير، وذلك من أجل إقامة بناء فوقه تسمح به القوانين والأنظمة.

### الحقوق العينية التبعية
وهي حقوق لا تنشأ مستقلة ولكن تنشأ تبعاً لوجود حق شخصي وتنقضي بانقضائة وتنقسم إلى الأنواع التالية:

#### الرهن التأميني أو الرسمي
وينشأ عن طريق إبرام عقد بين الدائن المرتهن والراهن ويقع على عقار فلا يستطيع المدين التصرف في العقار. إذا لم يدفع المدين الدين، يتم بيع العقار في المزاد العلني ويُدفع الدين من ثمنه والباقي يسترده صاحبه المدين وهو عقد شكلي لا يتم الا عن طريق إجراء الرهن فی سجل رسمي.

#### الرهن الحيازي
يقع على العقار والمنقول معا، ويلتزم من المدين أن يسلم إلى الدائن شيء حتى يجوزه ويجلسه، وفاء لدين معين فإذا وفي المدين دينه استرد محل الشيء المحاز، وإذا لم يوف بدينه انتقلت ملكية الشيء المرهون إلى الدائن الحائز ليصبح مالكا للشيء الذي يحوزه بدلا من دينه الذي لم يستوفه وتنتقل ملكية الشيء المحاز من المدين إلى الدائن.

#### حق الامتياز
الامتياز أولوية يمنحها القانون لدائن معين على جميع أمور المدين أو بعضها ضمانا للوفاء بدين معين، ويعطي القانون للدائن امتياز (أولويه) لإستيفاء وأخذ حقه ودينه قبل باقي الدائنين. وكمثال; نفقة الاقارب، وحق الامتياز المقرر لصاحب الفندق على أمتعة النزيل الذي لم يدفع أجر الفندق.